# Башкин, Анатолий Геннадьевич
Анатолий Геннадьевич Башкин (род. 14 мая 1961) — российский дипломат. Чрезвычайный и полномочный посланник 1 класса (1 октября 2019).

## Биография
Окончил Московский государственный институт международных отношений (МГИМО) МИД СССР (1983). Владеет английским, французским и датским языками. На дипломатической работе с 1983 года.
В 2004—2008 годах — начальник отдела Генерального секретариата (Департамента) МИД России.
В 2008—2012 годах — старший советник Постоянного представительства России при отделении ООН и других международных организациях в Женеве (Швейцария).
В 2012—2017 годах — начальник отдела, заместитель директора Департамента Африки МИД России.
С 18 сентября 2017 по 14 ноября 2023 года — чрезвычайный и полномочный посол Российской Федерации в Камеруне.
С 29 января 2018 по 14 ноября 2023 года — чрезвычайный и полномочный посол Российской Федерации в Экваториальной Гвинее по совместительству.
С 20 августа 2024 года — директор Департамента Африки МИД России.

## Дипломатический ранг
- Чрезвычайный и полномочный посланник 2 класса (22 июля 2015)[5].
- Чрезвычайный и полномочный посланник 1 класса (1 октября 2019)[6].

## Награды
- Благодарность президента Российской Федерации (16 декабря 2015) — За большой вклад в реализацию внешнеполитического курса Российской Федерации и многолетнюю добросовестную работу[7].

## Семья
Женат, имеет двух сыновей.